# Cyclocross Louny 2014
De Cyclocross Louny van 2014 werd gehouden op 4 oktober in Louny. De wedstrijd maakte deel uit van de TOI TOI Cup 2014-2015. In 2013 won de Tsjech Michael Boroš. Deze editie werd gewonnen door zijn landgenoot Jakub Skála.

## Mannen elite

### Uitslag
| Plaats  | Naam             | Ploeg                          | Tijd     |
| ------- | ---------------- | ------------------------------ | -------- |
| Winnaar | Jakub Skála      | ČEZ Cyklo Team Tábor           | 1u08'01" |
| 2       | Michael Boroš    | ČEZ Cyklo Team Tábor           | + 1"     |
| 3       | Tomáš Paprstka   | Remerx-Merida Team Kolín       | + 1'58"  |
| 4       | Vladimír Kyzivát | Johnson Controls               | + 2'40"  |
| 5       | Matěj Lazák      | Max Cursor                     | + 2'49"  |
| 6       | Filip Eberl      | Remerx-Merida Team Kolín       | + 2'52"  |
| 7       | Jan Vastl        | ČS Specialized Junior MTB Team | + 3'57"  |
| 8       | Emil Hekele      | Stevens Bikes-Emilio Sport     | z.t.     |
| 9       | David Kníže      | Prodoli                        | + 4'02"  |
| 10      | Joachim Parbo    | Hammel Cykle Klub              | + 5'43"  |

| Pos. | Punten |
| ---- | ------ |
| 1    | 40     |
| 2    | 30     |
| 3    | 20     |
| 4    | 15     |
| 5    | 10     |
| 6    | 8      |
| 7    | 6      |
| 8    | 4      |
| 9    | 2      |
| 10   | 1      |

 Cyclocross Loštice · 
 Cyclocross Louny · 
 Cyclocross Uničov · 
 Cyclocross Hlinsko · 
 Cyclocross Holé Vrchy · 
 Cyclocross Kolín · 
 Cyclocross Milovice · 
 Tsjechisch kampioenschap